# Rye (Colorado)
Rye ist eine Statutory Town im Pueblo County, Colorado, USA. Die Einwohnerzahl lag zum Zensus 2020 bei 206.

## Geographie
Rye liegt im südlichen Pueblo County im Greenhorn Valley, auf etwa 2081 Metern Höhe. Die gesamte Fläche beträgt circa 0,24 km², ausschließlich Landfläche.

## Geschichte
Der Ort wurde 1937 offiziell anerkannt. Das Postamt existiert bereits seit 1881. Der Name leitet sich entweder von wildem Roggen (engl. rye), welcher in der Umgebung wächst, oder von Rye Whiskey ab.

## Klima
Rye besitzt ein hochgelegenes subtropisches Klima (Köppen Cfb). Die Sommer sind tagsüber warm, die Nächte angenehm kühl, die Winter können kalt werden, wobei die Temperaturen stark schwanken. Niederschläge fallen verstärkt im Frühjahr sowie in den Sommermonaten durch den nordamerikanischen Monsun.

## Freizeit und Sehenswürdigkeiten
Der San Isabel National Forest bietet Möglichkeiten zum Wandern und Campen. So gibt es nahe Rye das Bishop Castle.

## Infrastruktur
Rye wird vom Colorado State Highway 165 erschlossen. Öffentliche Infrastruktur wie Wasser- und Abwassersysteme werden von der Town of Rye bereitgestellt. Die Gemeinde wird von einem Bürgermeister und einem Board of Trustees verwaltet.